# Tarkő (Románia)
Tarkő (Tarcău) település Romániában, Moldvában, Neamț megyében.

## Fekvése
Pingărați  és Békás (Bicaz) közt, Pingărați után 10 km-rel a DN 15 út völgyében fekvő település.

## Leírása
A 2002 évi népszámláláskor 3560, 2007-ben 3474 lakosa volt.
A falu erdészeti központ. Innen erdei kisvasút és több makadámút is vezet a Csíki-havasok keleti lejtőire, ezért a turisták kedvelt kiindulópontja.
A Tarkő-patak völgyében, a falutól 17 km-re egy kénes forrás mellett egy kolostor is áll, melynek 1833-ban épült temploma kőrisfából készült.